# Steve Jobs
Steve Jobs (rođen kao Steven Paul Jobs; San Francisco, Kalifornija, 24. veljače 1955. – Palo Alto, Kalifornija, 5. listopada 2011.) bio je izvršni direktor, biznismen i dizajner tvrtke Apple Inc., čiji je suosnivač. Bio je jedan  od najutjecajnijih ljudi u svijetu računalne industrije. Neki od poznatijih proizvoda tvrke Apple u čijem je razvijanju sudjelovao su: iPhone, iPad, iPod i Mac.

## Životopis
Steve Jobs je rođen 24. veljače 1955. u San Franciscu. Biološki otac mu se zvao Abdulfattah "John" Jandali (rođen u Siriji).
Zajedno sa Steveom Wozniakom napravio je Blue box. Blue box je uređaj koji je omogućavao besplatno telefoniranje tako da je "hakirao" telefonske signale. Ubrzo nakon toga, Jobs i Wozniak su odlučili napraviti najsnažnije, najmanje i najelegantnije računalo toga doba. Par je u tome i uspio i tako je nastalo prvo osobno računalo - Apple I. Računala su proizvodili u garaži Jobsovih roditelja (ukupno su proizveli 63 primjeraka). Uskoro nakon toga su zajedno osnovali tvrtku Apple Computer (danas Apple Inc.).
Apple I je bio hit u tadašnjim razmjerima, no proboj na svjetsko tržište i današnji ugled im je omogućio Apple II. Nakon uspjeha prva dva računala, Apple je u prodaju pustio Apple III. Apple III je bio potpuni neuspjeh zbog visoke cijene i čestih pregrijavanja. Jobs je bio djelomično kriv za pregrijavanja jer je zahtijevao napajanje bez ventilatora koji bi ga hladio.
Nakon prva tri računala, Apple je napravio računalo Apple Lisa. Lisa je bilo prvo računalo koje je imalo grafičko korisničko sučelje, što su nekoliko godina kasnije imitirale i mnoge druge softverske tvrtke, uključujući i Microsoft sa svojim Windows operativnim sustavima. Lisa je bilo revolucionarno računalo, no, poput Apple III je doživjelo neuspjeh zbog visoke cijene.
Sljedeća obitelj računala iz Jobsove produkcije se zvala Macintosh, što je ujedno i naziv vrste jestivih jabuka u SAD-u. Macintosh je trebao biti jeftiniji od Lise, no trebao je zadržati grafičko sučelje. Međutim, Jobs je insistirao na skupoj reklamnoj kampanji i jačem hardveru unutar računala. Sve to je pridonijelo visokoj cijeni od 2500 američkih dolara kada je izašao 24. siječnja 1984. Uprava Applea i izvršni direktor John Sculley (do tada predsjednik tvrtke Pepsi-Cola) su 1985. otpustili Jobsa.
U međuvremenu je tvrtka IBM izbacila svoju inačicu osobnog računala - IBM PC. IBM PC je bolje prošao na tržištu u odnosu na Appleova računala i time je IBM značajno potisnuo Appleova računala. Jobs je u međuvremenu osnovao vlastitu tvrtku pod simboličnim imenom NeXT ("sljedeći"). NeXT je do 1993. godine proizvodio složena računala koja su bila po mnogo čemu revolucionarna i moćna, ali i skupa. Unatoč tome, tvrtka je poslovala relativno dobro. Njegovo tržište bili su znanstvenici, grafičari i školstvo. Tim Berners Lee razvio je originalni World Wide Web na jednoj NeXT radnoj stanici u CERN-ovim laboratorijima. Pod Jobsovim vodstvom razvijen je i napredni operativni sustav NeXTSTEP koji je temeljen na UNIX-u.
U prvoj polovici 90-ih Apple se nalazio u najvećoj krizi od osnivanja, stoga je, u dogovoru s Jobsom, kupio njegovu tvrtku NeXT za 402 milijuna dolara s namjerom da na temeljima NeXTSTEPa izgradi zasebni operacijski sustav za novu generaciju Macintosh računala - macOS. Naredne godine Jobs se kao spasilac vraća u Apple i odmah postaje vršitelj dužnosti izvršnog direktora. Tijekom njegova vodstva tvrtka se preporodila i postala div u računalnoj industriji.
Jobs je bio "spiritus movens" (pokretač duha) i izvršni direktor tvrtke Apple. Od 1986. on je i suosnivač animacijskog studija Pixar (Pixar Animation Studios), poznatog po računalno animiranim filmovima Priča o igračkama (Toy Story), Život buba (A Bug's Life) i U potrazi za Nemom (Finding Nemo). Iako mu je 2001. godine izbrisano v.d. (vršitelj dužnosti) iz titule, Jobs je nastavio upravljati Appleom za godišnju plaću od jednog dolara, zbog čega ga je Guinnessova knjiga rekorda stavila na listu najslabije plaćenih menadžera.
Jobsu je 2003. dijagnosticiran tumor gušterače, koji je operiran 30. lipnja 2004. godine. Preminuo je 5. listopada 2011. godine u 56. godini od zastoja disanja.

## Galerija
- Steve Jobs sa Wendell Brown om na lansiranju Brownovog softvera Hippo-C za Macintosh, 1984
- Steve Jobs na MacWorld-u (2005.)
- Spomenik u Budimpešti
- Steve Jobs (lijevo) i Bill Gates (desno)
- Macintosh 128k